# Listă de nume românești - litera U
Această pagină, supusă continuu îmbunătățirii, conține peste 300 de nume de familie românești care încep cu litera U.
| Ua - Uancea (wikt) | Uc - Ucă (wikt) - Ucea (wikt) - Ucean (wikt) - Uceanu (wikt) - Uciu (wikt) | Ud - Udangiu (wikt) - Udățeanu (wikt) - Udatu (wikt) - Udeanu (wikt) - Udescu (wikt) - Udilă (wikt) - Udișteanu (wikt) - Udiștenu (wikt) - Udiștrean (wikt) - Udiștreanu (wikt) - Udiștrian (wikt) - Udiștrianu (wikt) - Udma (wikt) - Udobă (wikt) - Udoi (wikt) - Udovița (wikt) - Udoviță (wikt) - Udrea (wikt) - Udreș (wikt) - Udrescu (wikt) - Udrește (wikt) - Udrică (wikt) - Udriș (wikt) - Udriște (wikt) - Udrișteoiu (wikt) - Udriștioiu (wikt) - Udroaica (wikt) - Udroiu (wikt) - Udu (wikt) - Udubașa (wikt) - Udubășteanu (wikt) - Ududec (wikt) - Ududoi (wikt) - Ududoiu (wikt) - Ududui (wikt) - Uduleanu (wikt) - Udurbac (wikt) - Udvuleanu (wikt) | Ug - Ugarcovici (wikt) - Uglea (wikt) - Ugreanașu (wikt) - Ugruțan (wikt) | Uh - Uhaci (wikt) | Ui - Uică (wikt) - Uidumac (wikt) - Uifălean (wikt) - Uifăleanu (wikt) - Uifelean (wikt) - Uilăcan (wikt) - Uilachi (wikt) - Uiorean (wikt) - Uioreanu (wikt) - Uiudean (wikt) - Uiuiu (wikt) - Uivărășan (wikt) - Uivăroșan (wikt) | Uj - Ujeniuc (wikt) - Ujică (wikt) - Ujlachi (wikt) | Ul - Ulariu (wikt) - Ularu (wikt) - Ulcelușe (wikt) - Ulea (wikt) - Uleanu (wikt) - Ulecan (wikt) - Uleia (wikt) - Uleșan (wikt) - Ulete (wikt) - Uleu (wikt) - Ulezu (wikt) - Ulia (wikt) - Ulian (wikt) - Ulică (wikt) - Ulican (wikt) - Ulici (wikt) - Uliciuc (wikt) - Ulieru (wikt) - Uliescu (wikt) - Uliliuc (wikt) - Ulinici (wikt) - Uliniuc (wikt) - Uliță (wikt) - Uliu (wikt) - Uliuliuc (wikt) - Ulmamei (wikt) - Ulmanu (wikt) - Ulmeanu (wikt) - Ulmeni (wikt) - Ulmeț (wikt) - Ulmețeanu (wikt) - Ulmian (wikt) - Ulogu (wikt) - Ulucean (wikt) - Uluceanu (wikt) - Uluitu (wikt) |

| Um - Umbrărescu (wikt) - Umbreș (wikt) | Un - Uncescu (wikt) - Uncheșelu (wikt) - Uncheșu (wikt) - Uncheșul (wikt) - Unchiașu (wikt) - Uncianschi (wikt) - Unciu (wikt) - Unciuleac (wikt) - Unciuleanu (wikt) - Uncu (wikt) - Uncuța (wikt) - Undiș (wikt) - Undrea (wikt) - Undreiu (wikt) - Undrescu (wikt) - Ungheanu (wikt) - Ungherea (wikt) - Unghianu (wikt) - Ungur (wikt) - Unguraș (wikt) - Ungurean (wikt) - Ungureanu (wikt) - Ungurenașu (wikt) - Ungureșan (wikt) - Ungurescu (wikt) - Ungurian (wikt) - Ungurianu (wikt) - Unguroaica (wikt) - Unguroiu (wikt) - Unguru (wikt) - Unguruianu (wikt) - Unguruș (wikt) - Ungurușan (wikt) - Unici (wikt) - Unitaru (wikt) - Univăroșan (wikt) - Unțanu (wikt) - Untărescu (wikt) - Untariu (wikt) - Untaru (wikt) - Untea (wikt) - Unteanu (wikt) - Unteșu (wikt) - Untilă (wikt) - Untoiu (wikt) - Untu (wikt) | Up - Uplea (wikt) | Ur - Urâta (wikt) - Urâtescu (wikt) - Urâțescu (wikt) - Urâtu (wikt) - Urban (wikt) - Urbușcu (wikt) - Urcaciu (wikt) - Urcal (wikt) - Urcan (wikt) - Urcanu (wikt) - Urculescu (wikt) - Urda (wikt) - Urdă (wikt) - Urdăreanu (wikt) - Urdaș (wikt) - Urde (wikt) - Urdea (wikt) - Urdeanu (wikt) - Urderean (wikt) - Urdeș (wikt) - Urdescu (wikt) - Urdoi (wikt) - Urduban (wikt) - Urducea (wikt) - Urduzan (wikt) - Urduzia (wikt) - Urea (wikt) - Urecanu (wikt) - Ureche (wikt) - Urechean (wikt) - Urecheatu (wikt) - Urechescu (wikt) - Urechet (wikt) - Urechi (wikt) - Urechiatu (wikt) - Uresecu (wikt) - Urețu (wikt) - Urgoi (wikt) - Urian (wikt) - Uriașcu (wikt) - Uriașu (wikt) - Uric (wikt) - Uricanu (wikt) - Uricariu (wikt) - Uricaru (wikt) - Uricec (wikt) - Uricheanu (wikt) - Urichianu (wikt) - Uriciuc (wikt) - Urieș (wikt) - Urieși (wikt) - Urieșu (wikt) - Urinciuc (wikt) - Urioc (wikt) - Uritescu (wikt) - Urițescu (wikt) - Urîtescu (wikt) - Urîțescu (wikt) - Urîtu (wikt) - Urjan (wikt) - Urlac (wikt) - Urlan (wikt) - Urlea (wikt) - Urleanu (wikt) - Urlețeanu (wikt) - Urlică (wikt) - Urloi (wikt) - Urloiu (wikt) - Urluescu (wikt) - Urlui (wikt) - Urmă (wikt) - Urmeș (wikt) - Urmuz (wikt) - Urmuzache (wikt) - Urmuzescu (wikt) - Uroș (wikt) - Urs (wikt) - Ursa (wikt) - Ursache (wikt) - Ursăcheanu (wikt) - Ursăchel (wikt) - Ursachi (wikt) - Ursăchianu (wikt) - Ursaciuc (wikt) - Ursăciuc (wikt) - Ursaghe (wikt) - Ursaghi (wikt) - Ursalaș (wikt) - Ursaleș (wikt) - Ursan (wikt) - Urșan (wikt) - Ursanu (wikt) - Ursărescu (wikt) - Ursariu (wikt) - Ursaru (wikt) - Ursăscu (wikt) - Urse (wikt) - Ursea (wikt) - Urseanu (wikt) - Urșeanu (wikt) - Ursei (wikt) - Urseiu (wikt) - Ursenescu (wikt) - Ursente (wikt) - Urserescu (wikt) - Ursescu (wikt) - Urșianu (wikt) - Ursică (wikt) - Urșica (wikt) - Ursoi (wikt) - Ursoiu (wikt) - Ursu (wikt) - Ursul (wikt) - Ursuleac (wikt) - Ursuleanu (wikt) - Ursuleasa (wikt) - Ursulescu (wikt) - Ursuleț (wikt) - Ursulețu (wikt) - Ursulianu (wikt) - Ursulică (wikt) - Ursuț (wikt) - Ursuța (wikt) - Ursuți (wikt) - Ursuțiu (wikt) - Urțescu (wikt) - Urtilă (wikt) - Urțoi (wikt) - Uruc (wikt) - Urucu (wikt) - Urugiuc (wikt) - Uruială (wikt) - Uruioc (wikt) - Uruiocea (wikt) - Urzeală (wikt) - Urzică (wikt) - Urzicana (wikt) - Urzicaru (wikt) - Urziceanu (wikt) | Us - Uscatu (wikt) - Ustinescu (wikt) - Usturică (wikt) - Usturoi (wikt) | Uș - Ușăînchisă (wikt) - Ușcoiu (wikt) - Ușec (wikt) - Ușeriu (wikt) - Ușieru (wikt) - Ușurel (wikt) - Ușurelu (wikt) - Ușvat (wikt) | Ut - Utvineanțu (wikt) | Uț - Uța (wikt) - Uță (wikt) - Uțan (wikt) - Uțea (wikt) - Uțescu (wikt) - Uția (wikt) - Uțică (wikt) - Uțiu (wikt) - Uțoi (wikt) - Uțoiu (wikt) - Uțu (wikt) - Uțulete (wikt) |

| Uv - Uvegheș (wikt) | Uz - Uzea (wikt) - Uzeai (wikt) - Uzum (wikt) - Uzună (wikt) - Uzuneanu (wikt) - Uzunia (wikt) - Uzuru (wikt) |